# Termogenin
Termogenin eller Uncoupling Protein 1 - UCP1, är ett protein som stör protongradienten över mitokondriernas inre membran. Detta kallas att elektrontransportkedjan frikopplas, och innebär att energin från citronsyracykeln bara avges i form av värme, som alstras då protoner slås samman med hydroxidjoner i mitokondriens matris.
Proteinet uttrycks i brun fettväv. Det finns flera former av frikopplande proteiner, hos djur som går i vinterdvala är de viktiga för att hålla djuret varmt trots den låga aktivitetsnivån under dvalan. Hos människor är det viktigt framför allt hos spädbarn, där det hjälper barnet att hålla temperaturen uppe.

## Mekanism

Mekanism för termogeninaktivering: I ett sista steg frisätts termogeninhämning genom närvaron av fria fettsyror. Kaskaden initieras av bindning av noradrenalin till cellernas β_{3}-adrenoceptorer.

UCP1 tillhör UCP-familjen som är transmembranproteiner som minskar protongradienten som genereras vid oxidativ fosforylering. De gör detta genom att öka permeabiliteten för det inre mitokondriella membranet, vilket gör att protoner som har pumpats in i intermembranutrymmet kan återvända till mitokondriella matrisen och därmed skingra protongradienten. UCP1-medierad värmegenerering i brunt fett kopplar bort andningskedjan, vilket möjliggör snabb oxidation av substrat med låg ATP-produktion. UCP1 är relaterad till andra mitokondriella metabolittransportörer som adenin-nukleotidtranslokatorn, en protonkanal i mitokondriernas inre membran som tillåter förflyttning av protoner från det mitokondriella intermembranutrymmet till mitokondriella matrisen UCP1 är begränsat till brun fettvävnad, där den tillhandahåller en mekanism för vävnadens stora värmealstrande kapacitet.
UCP1 aktiveras i den bruna fettcellen av fettsyror och hämmas av nukleotider. Fettsyror frigörs genom följande signalkaskad: Sympatiska nervsystemsterminaler frigör noradrenalin på en Beta-3 adrenerg receptor på plasmamembranet. Detta aktiverar adenylylcyklas, som katalyserar omvandlingen av ATP till cykliskt AMP (cAMP). cAMP aktiverar proteinkinas A, vilket gör att dess aktiva C-underenheter befrias från dess regulatoriska R-underenheter. Aktivt proteinkinas A, i sin tur, fosforylerar triacylglycerollipas och aktiverar det därigenom. Lipaset omvandlar triacylglyceroler till fria fettsyror, som aktiverar UCP1, och åsidosätter hämningen som orsakas av purinukleotider (GDP och ADP). Under avslutningen av termogenesen inaktiveras termogenin och kvarvarande fettsyror kasseras genom oxidation, vilket gör att cellen kan återuppta sitt normala energibesparande tillstånd.

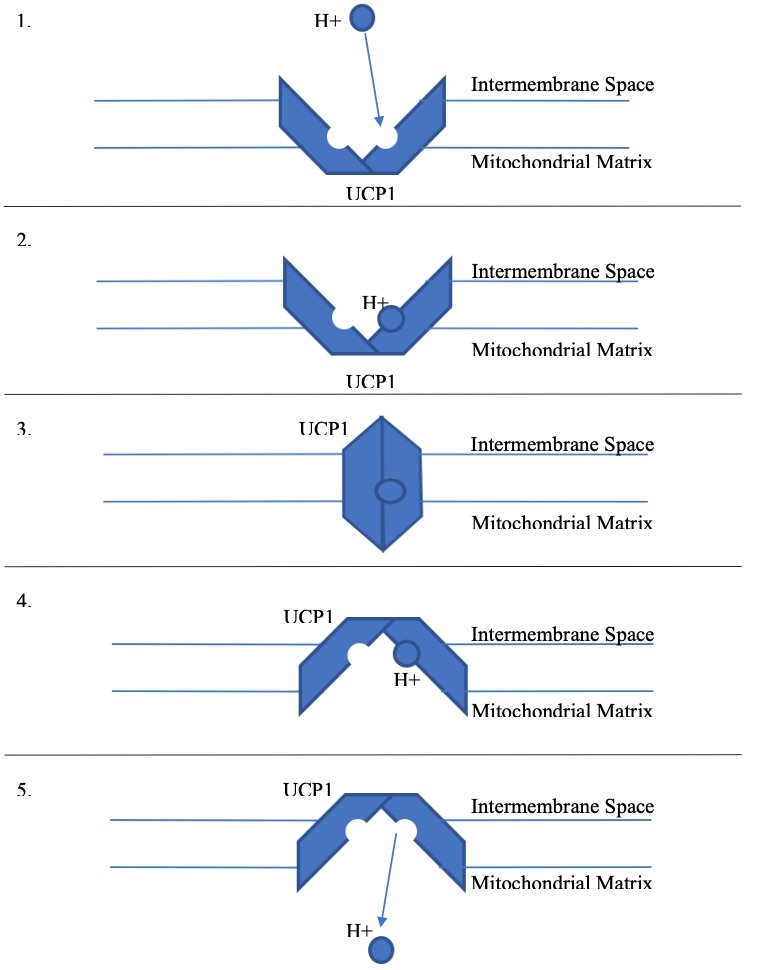
Den alternerande åtkomstmodellen för UCP1 med H+ som substrat

UCP1 är mycket lik ATP/ADP-bärarproteinet, eller Adenin Nucleotide Translocator (AN T). Den föreslagna modellen för alternerande åtkomst för UCP1 är baserad på en liknande ANT-mekanism. Substratet kommer in till det halvöppna UCP1-proteinet från den cytoplasmatiska sidan av membranet, proteinet stänger den cytoplasmatiska sidan så att substratet är inneslutet i proteinet, och sedan öppnas matrissidan av proteinet, vilket tillåter substratet att frigöras i mitokondriella matrisen. Öppning och stängning av proteinet åstadkommes genom åtdragning och lösgörande av saltbryggor vid proteinets membranyta. Bekräftelse för denna modellering av UCP1 på ANT finns i de många konserverade resterna mellan de två proteinerna som aktivt medverkar i transporten av substrat över membranet. Båda proteinerna är integrerade membranproteiner, lokaliserade till det inre mitokondriella membranet, och de har ett liknande mönster av saltbryggor, prolinrester och hydrofoba eller aromatiska aminosyror som kan stängas eller öppnas när de är i cytoplasmatiskt eller matristillstånd.

## Struktur

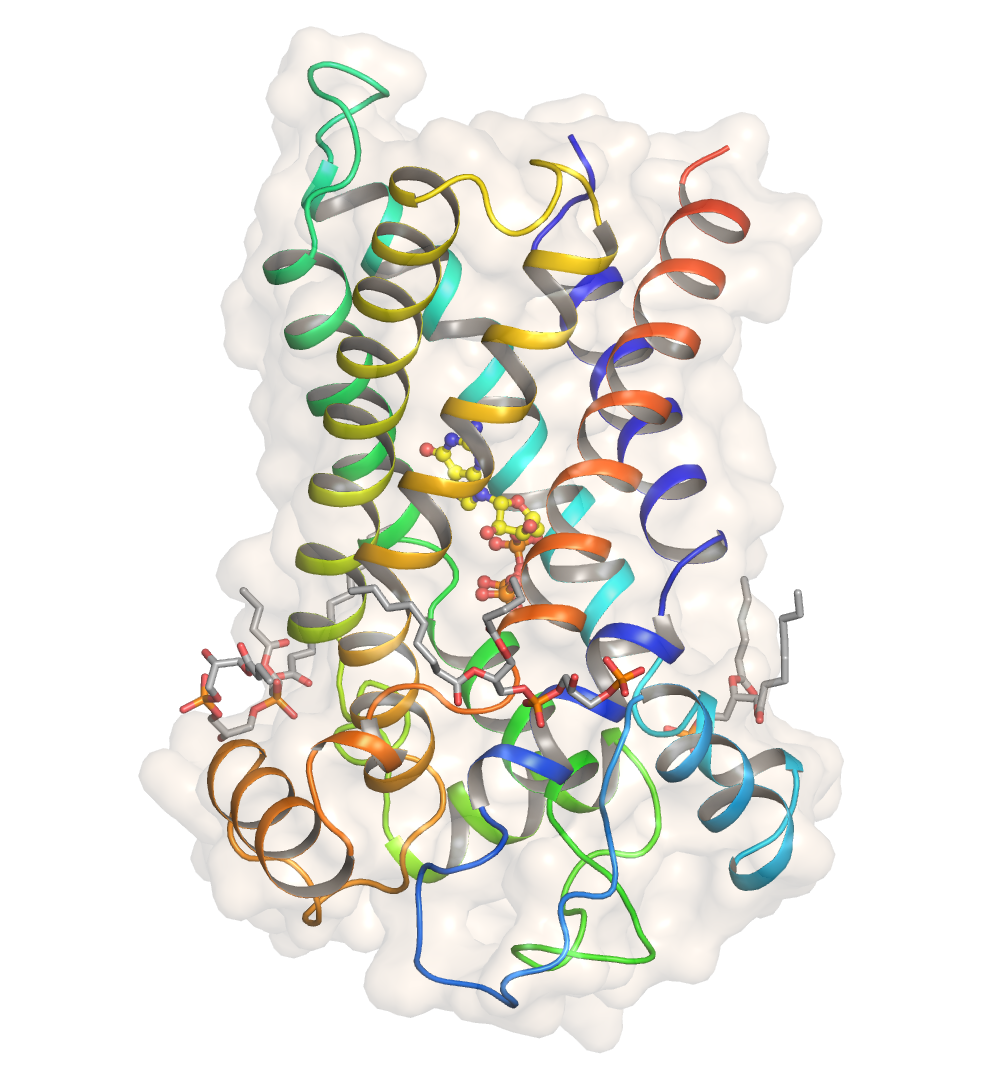
Strukturen hos det mänskliga frånkopplingsproteinet

Atomstrukturen för humant frånkopplingsprotein 1 UCP1 har upplösts genom kryogen-elektronmikroskopi. Strukturen har det typiska vecket som en medlem av SLC25-familjen. UCP1 är låst i ett cytoplasmatiskt öppet tillstånd av guanosintrifosfat på ett pH-beroende sätt, vilket förhindrar protonläckage.

## Utveckling
UCP1 uttrycks i brun fettvävnad, som funktionellt endast finns i eutherians. UCP1-genen, eller termogenin, uppstod troligen i en förfader till moderna ryggradsdjur, men tillät initialt inte vår ryggradsdjursförfader att använda ickerysande termogenes för värme. Det var inte förrän värmegenerering adaptivt valdes för placenta däggdjursavkomlingar till denna gemensamma förfader, som UCP1 utvecklade dess nuvarande funktion i brun fettvävnad för att ge ytterligare värme. Medan UCP1 spelar en viktig termogen roll i placentala däggdjur, särskilt de med liten kroppsstorlek och de som övervintrar, har UCP1-genen förlorat funktionalitet i flera stora linjer (till exempel hästar, elefanter, sjökor, valar och hyraxar) och härstamningar med låg metabolisk hastighet (till exempel pangoliner, bältdjur, sengångare och myrslokar). Nya upptäckter av icke-värmealstrande ortologer av UCP1 i fiskar och pungdjur, andra ättlingar till de moderna ryggradsdjurens förfader, visar att denna gen överfördes till alla moderna ryggradsdjur, men förutom placenta däggdjur har ingen värmeproducerande förmåga. Detta tyder också på att UCP1 hade ett annat ursprungligt syfte och faktiska fylogenetiska analyser och sekvensanalyser tyder på att UCP1 sannolikt är en muterad form av ett dikarboxylatbärarprotein som anpassats för termogenes i placenta däggdjur.

## Historik
Forskare på 1960-talet som undersökte brun fettvävnad fann att förutom att producera mer värme än vad som är typiskt för andra vävnader, verkade brun fettvävnad kortsluta eller koppla bort andningskopplingen. Kopplingsprotein 1 upptäcktes 1976 av David G. Nicholls, Vibeke Bernson och Gillian Heaton, publicerat 1978, och visades vara det protein som är orsak till denna frånkopplingseffekt. UCP1 renades senare för första gången 1980 och klonades först 1988.
Frikoppling av protein två (UCP2), en homolog till UCP1, identifierades 1997. UCP2 lokaliseras till en mängd olika vävnader och tros medverka i reglering av reaktiva syrearter (ROS). Under det senaste decenniet har ytterligare tre homologer av UCP1 identifierats, som UCP3, UCP4 och UCP5 (även känd som BMCP1 eller SLC25A14).

## Klinisk relevans
Metoder för att leverera UCP1 till celler genom genöverföringsterapi eller metoder för dess uppreglering har varit en viktig forskningslinje i forskning om behandling av fetma, på grund av deras förmåga att skingra överflödiga metaboliska lager.